# Eriochloa nelsonii
Eriochloa nelsonii är en gräsart som beskrevs av Frank Lamson Scribner och Jared Gage Smith. Eriochloa nelsonii ingår i släktet Eriochloa och familjen gräs. Inga underarter finns listade i Catalogue of Life.